# SIM-kártya

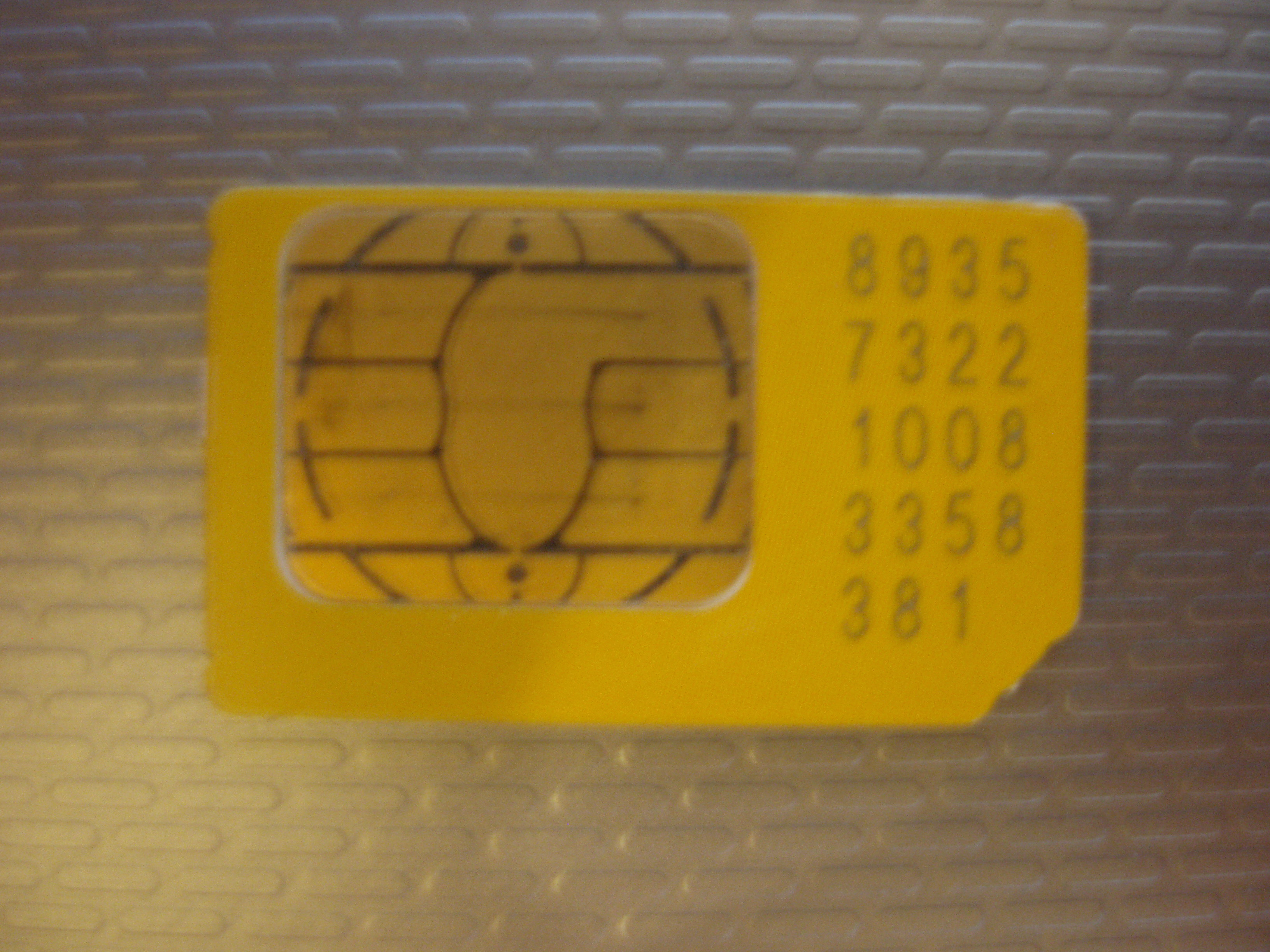
SIM-kártya (miniSIM)

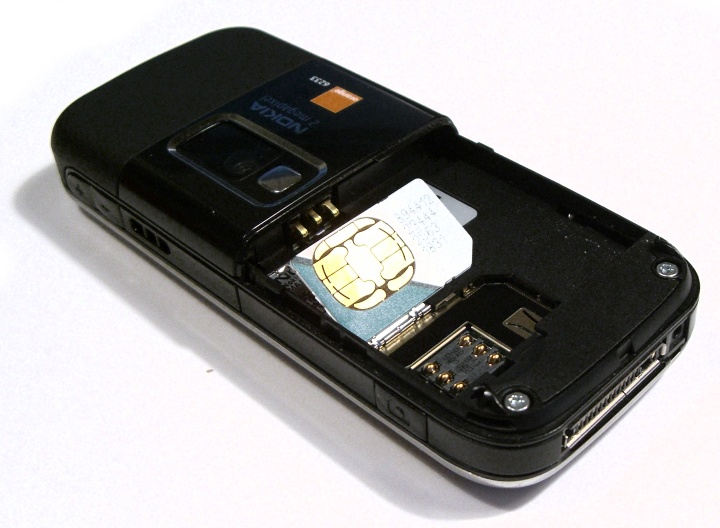
SIM-kártya egy Nokia 6233 készülékben

A SIM-kártya egy olyan integrált áramkört tartalmaz, mely biztonságosan tárolja az IMSI (International Mobile Subscriber Identity) azonosítót és egyéb kódokat, melyek a mobiltelefonokat használók azonosítására használatosak. A SIM a subscriber identity module rövidítése, magyarul előfizetői azonosító modul.
A SIM-kártya áramkörét egy műanyag lapba ágyazzák, mely így könnyen áthelyezhető egyik mobilkészülékből a másikba. Kezdetben a SIM-kártyákat a bankkártyákkal azonos méretben készítették (85.60 mm × 53.98 mm × 0.76 mm). Az egyre kisebb készülékek megjelenése miatt egyre kisebb SIM-kártyákra volt szükség, ezek a mini SIM-kártyák.
A SIM-kártyák tartalmaznak egy egyedi sorozatszámot (ICCID), egy nemzetközi előfizetői azonosítót (IMSI), biztonsági információkat, a helyi hálózattal kapcsolatos ideiglenes információkat, egy szolgáltatás listát, melyeket a felhasználó elérhet, illetve két jelszót: egy PIN-kódot és egy PUK-kódot.
Az első SIM-kártyát 1991-ben készítette egy müncheni okoskártya-készítő cég, a Giesecke & Devrient, mely az első 300 db kártyát a finn Radiolinja vezeték nélküli hálózatot üzemeltető cégnek adta el.
A SIM-kártya alapvetően egy ISO 7816 szabványos intelligens kártya, azaz nem volt jelentős különbség közte és az egyéb kapcsolattartó IC-alapú kártyák, például hitelkártyák vagy telefonkártyák között. Sőt, az első SIM-kártyák ugyanolyan méretűek voltak, mint a hitelkártyák, a későbbi mini, micro és nano SIM-kártyák a telefonméret-csökkentési verseny eredményeképpen születtek meg.
Sok elavult eszköz nem támogatja a mai SIM-kártyákat, még akkor sem, ha teljes méretűek. Ennek oka az, hogy a korábbi SIM-kártyák üzemi feszültsége 5 V volt, míg a mai kártyákhoz 3 V-ra van szükség és van 1.8 V-os. Sok SIM-gyártó inkább a kompatibilitást részesíti előnyben az árral szemben, ezért a modern SIM-kártyák többsége egyszerre csak egy feszültséget támogat.

## Kinézet

A SIM-chip felépítése

Háromféle feszültségen működnek a SIM-kártyák: 5, 3 és 1,8 volton. A kártyák legtöbbjének feszültsége 1998 előtt még 5 volt volt. A kártyákhoz használt mikrokontrollerek különböző felépítésűek. Az általános ROM méret 64 és 512 KB között, az általános RAM méret 1 és 8 KB között, az EEPROM pedig 16 és 512 KB között van. A ROM tartalmazza a kártya operációs rendszerét és tartalmazhat alkalmazásokat, az EEPROM pedig az ún. személyes információkat (mint a biztonsági kódok, telefonkönyv, SMS beállítások, stb.), valamint az operációs rendszer patch fájljait. A modern SIM-kártyákra az előfizető is tölthet alkalmazásokat.

## Fajtái

Különböző SIM kártya méretek

A SIM-kártyáknak jelenleg 6 fajtája van jelen:
- Teljes méretű SIM: A legrégebbi, bankkártya méretű SIM. Ma már csak ritkán alkalmazzák.
- MiniSIM: Ez a legismertebb, 25*15*0,8 mm nagyságú. Közel 20 éve van jelen a piacon, a legtöbb mobiltelefon ezt a szabványt részesíti előnyben
- MicroSIM: 15*12*0,8 mm nagyságú, ezt az okostelefonoknál az Apple és az androidos szoftvert futtató eszközök újabb generációján kezdték el használni. Az első MicroSIM 2010 januárjában, az IPad megjelenésekor jött ki, mivel az IPad csak azt a szabványt támogatta. Az azóta itthon igencsak elterjedt Micro SIM-kártya nagy előnye, hogy szükség esetén kivágással NanoSIM méretre alakítható.[3]
- NanoSIM: 2012 szeptember 28-ától van jelen a magyar piacon, az iPhone 5-ösben jelent meg először.[4] 0,1mm-rel vékonyabb, mint a Micro- és a Mini-  SIM-kártya, így csupán 12,3*8,8*0,67 mm. Az áramkör körül itt már alig látni műanyagot, így nem is igazán lehet közvetlenül levágni normál SIM-kártyáról vagy MicroSIM-kártyáról.
- Beágyazott SIM: Jelenleg terjedés alatt lévő, beágyazott rendszerekben használt SIM, amelyre a gyártó feltölti a SIM profilt (beállítások, paraméterek).
- eSIM: a beágyazott SIM-hez hasonlóan az alaplapra forrasztott chip, ám  a SIM profilt nem a gyártó, hanem vásárlást követően a felhasználó tölti le és egyben aktiválja

| SIM-kártya              | Bemutatva  | Hossz (mm) | Szélesség (mm) | Vastagság (mm) |
| ----------------------- | ---------- | ---------- | -------------- | -------------- |
| Teljes méretű SIM (1FF) | 1991       | 85,60      | 53,98          | 0,76           |
| Mini-SIM (2FF)          | 1996       | 25,00      | 15,00          | 0,76           |
| Micro-SIM (3FF)         | 2010       | 15,00      | 12,00          | 0,76           |
| Nano-SIM (4FF)          | 2012 eleje | 12,30      | 8,80           | 0,67           |
| Beágyazott-SIM (eSIM)   |            | 6          | 5              | <1             |

## Fordítás
Ez a szócikk részben vagy egészben  a   Subscriber identity module című angol Wikipédia-szócikk fordításán alapul.  Az eredeti cikk szerkesztőit annak laptörténete sorolja fel. Ez a jelzés csupán a megfogalmazás eredetét és a szerzői jogokat jelzi, nem szolgál a cikkben szereplő információk forrásmegjelöléseként.